# Tatjana Doll

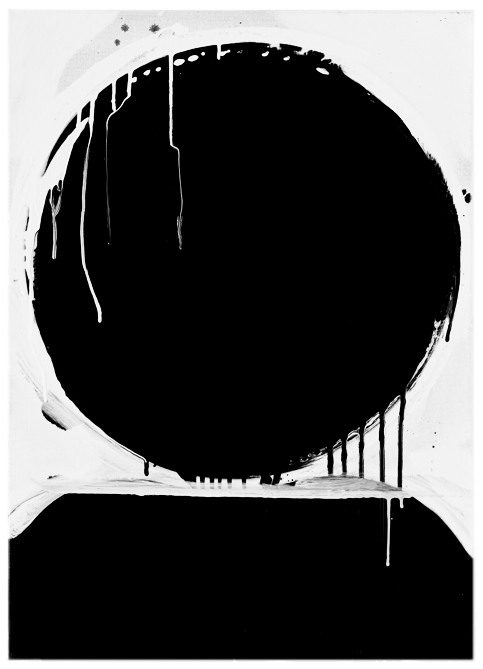
Tatjana Doll, 20 PICT Theodor, 2010

Tatjana Doll (* 1970 in Burgsteinfurt) ist eine zeitgenössische deutsche Malerin.

## Leben
Als Meisterschülerin von Dieter Krieg schloss sie 1998 ihr Studium an der Kunstakademie Düsseldorf ab. Von 2005 bis 2006 hielt sie eine Gastprofessur für Malerei an der Kunsthochschule Weißensee, Berlin, inne. Nach Arbeitsaufenthalten in New York, Istanbul, Johannesburg sowie an der Accademia Tedesca Villa Massimo in Rom, lebt und arbeitet Tatjana Doll heute in Berlin. 2009 wurde sie an die Staatliche Akademie der Bildenden Künste Karlsruhe für das Fachgebiet Malerei berufen.

## Werk
Als Motive in Tatjana Dolls Bildern dienen vor allem alltägliche Gegenstände, „die unser Leben strukturieren und beeinflussen, ohne dass wir ihre Wirkung bewusst wahrnehmen“. Pappbecher, Koffer, Elektronikgeräte, Transportfahrzeuge oder Autos werden oft in überlebensgroß, in einer realistischen Manier dargestellt. Die Objekte stehen im Zentrum des Bildes und werden mit den Mitteln der Malerei präzise analysiert. Diese Konzentration auf dem einzelnen Ding erlaubt, eine gewisse Distanz von dem automatisierten Blick zu nehmen, die Gegenstände neu zu betrachten und in ihren sozial-politischen Kontexten zu erforschen. „Dolls Malerei setzt an der gesellschaftlichen Wirklichkeit ebenso an, wie bei der Frage nach den Bildern und Zeichen für Prozesse dieser Wirklichkeit und deren subjektiver Aneignung“.

### Malweise und Material

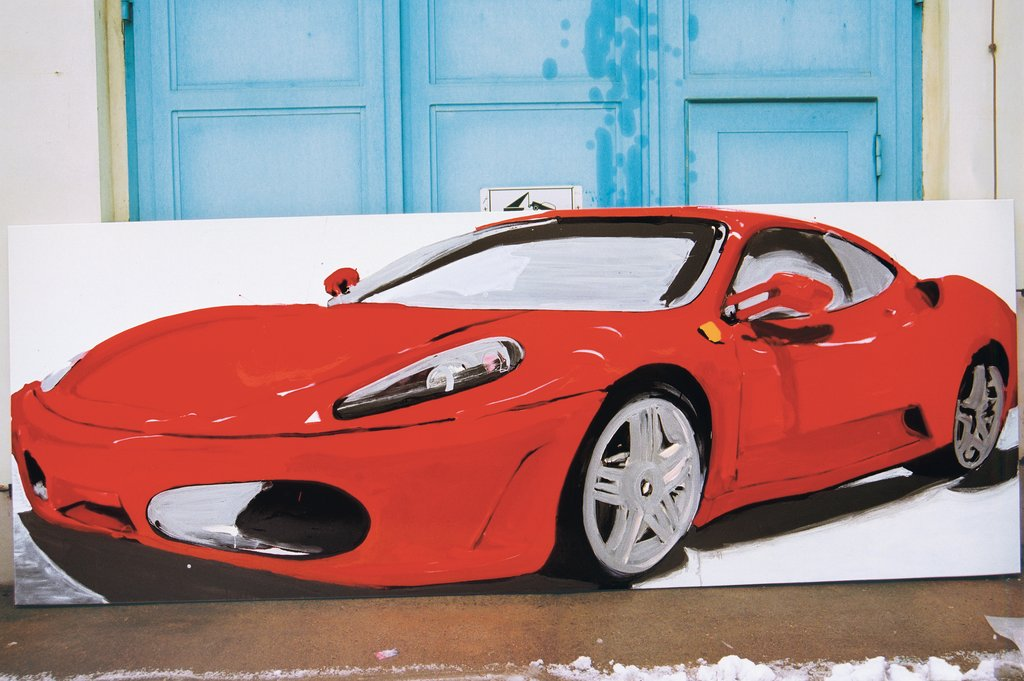
Tatjana Doll, Ferrari F430, 2005

In ihren Bildern untersucht Tatjana Doll Möglichkeiten und Grenzen der Malerei sowie ihr Potential, „gesellschaftliche Prozesse und deren Wahrnehmung offen zu legen“. Die überwiegend realistische Malweise gewinnt durch die überdimensionale Größe der Werke an besonderer Bedeutung. Oft behandelt die Künstlerin ein Motiv in Serien von Bildern und bringt somit den Zufall als wichtiges gestalterisches Element ins Spiel.
Tatjana Doll bringt in ihrer Kunst den Kontrast zwischen Perfektion und Störung, Ganzheit und Bruch zum Ausdruck. Das Material spielt dabei eine wichtige Rolle. Die Künstlerin arbeitet mit Lackfarben, deren glänzende Oberfläche oft Risse, Farbpfützen und Wellen bekommt.

### Piktogramme
Das charakteristische Zusammenspiel der Darstellungsweise und des Inhalts kommt in den Piktogrammen-Bildern zum Vorschein. Die Eindeutigkeit des standardisierten Zeichens wird durch die malerische Geste in die Subjektivität der künstlerischen Aussage verwandelt. Durch das Unvorhersehbare und das Unregelmäßige in der Darstellung gewinnen die anonymen schematischen Zeichen individuelle, lebendige Züge. Auf diese Weise wird ebenso ihr fester Rahmen gebrochen und ihre befehlende oder restriktive Funktion aufgelöst. Stattdessen wirken nun die Piktogramme narrativ: sie erzählen Geschichten, die häufig eine sozial-politische Konnotation besitzen und durch eine kritische Haltung geprägt sind. In den Bildern, die Texte mit visuellen Motiven verbinden, lässt Tatjana Doll die beiden semantischen Systeme aufeinander wirken und zu einer gemeinsamen visuellen Botschaft verschmelzen.

### Übermalung

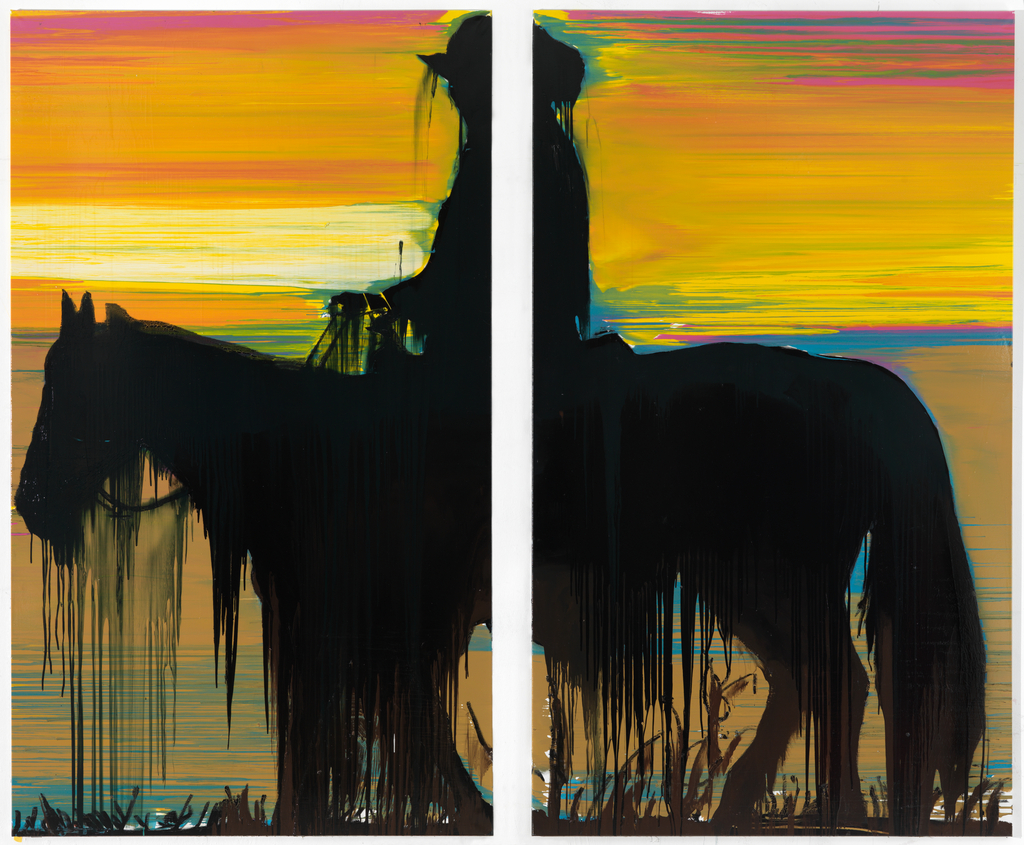
Tatjana Doll, AD Fe Real, 2010

In der Serie „RIP“ nimmt Tatjana Doll die Werke der früheren Kunstgeschichte auseinander. Die daraus entstehenden Bilder sind weniger Repliken oder Reproduktionen als vielmehr eigenständige Studien der ausgewählten Motive und der Malerei selbst. Ihre Praxis kann in diesem Fall als „Übermalung“ bezeichnet werden (s. dazu Ulrich Loock). Den bereits bestehenden Motiven werden neue Erscheinungsformen und Bedeutungen verliehen. Der Prozess der Übermalung besteht darin, „dass Dolls Malerei die ursprüngliche vertreibt und sie in derjenigen, die sie nur nachträglich sich selbst verschreibt, wieder lebendig macht“.
Wenn Tatjana Doll in der Serie „AD“ die Cowboy-Bilder von Richard Prince übermalt, lässt sie den Lack aus den Konturen von Figuren „herausfließen“ oder „übergießt“ die erkennbaren Gestalten ausgiebig mit verschiedenen Farben. Diese Bilder geben den Einblick in die Subjektivität der künstlerischen Praxis, in Bedeutung von Symbolen sowie in die Funktionsweise der eigenen Wahrnehmung. Damit befragt Tatjana Doll erneut die Malerei und „ihre ästhetischen, gestalterischen Grundlagen, darüber hinaus aber auch die Beziehungen zwischen Bild, Bildmotiv und seiner Wirklichkeit im gesellschaftlichen Kontext“.

## Einzelpublikationen
- 2020  Madonna 1000, Text: Marcus Steinweg, Ulrich Loock, Peter Wawerzinek u. a., Verbrecher Verlag, Berlin
- 2019	Siehe F, Free Speech Zones. Un*geordnete Notizen, Text: Tatjana Doll, Marcus Steinweg, Verbrecher Verlag, Berlin
- 2016	Neuer Weltatlas, Text: Ulrich Loock, Herausgeber: Berlinische Galerie, Künstleredition, 250 Stück, Verbrecher Verlag, Berlin
- 2014	Doll vs. Havekost, Text: Ulrich Loock, Herausgeber: Neue Galerie Gladbeck, Gladbeck
- 2012	Enigma, Text: Klaus Klemp, Herausgeber: The Essential Collection, Zurich, Verbrecher Verlag, Berlin
- 2011	Girls (Used To) Wait, Text: Ulrich Loock, Distanz Verlag, Berlin
- 2010	Toxic Chemicals, Text: Klaus Gerrit Friese, Reinhard Spieler, Sabine Mainberger, Ullrich Loock, Herausgeber: Reinhard Spieler and Kehrer Verlag Heidelberg
- 2010	Tel Lie Vision, Text: Gianni Romano, Herausgeber: corsoveneziaotto, Milan
- 2009	Tatjana Doll – Kritisches Lexikon der Gegenwartskunst, Text: Michael Hübl, Herausgeber: Der Kunsthandel Verlag GmbH, Kunsthandel Verlag
- 2008	Drive In, Text: Rudolf Lauscher, Harald Kunde, Ulrich Loock, Interview zwischen Eberhard Havekost und Tatjana Doll, Verlag der Buchhandlung Walther König, Köln
- 2007	Tatjana Doll, Tim Trantenroth, Verlag für Moderne Kunst Nürnberg
- 2006	100 Bilder aus der Sammlung Schleich, Text: Peter Kämmerer, Herausgeber: Galerie Gebr. Lehmann, Verlag für Moderne Kunst Nürnberg
- 2005	DOLL, Herausgeber: Kunstverein Bremerhaven, Bremerhaven; Verbrecher Verlag, Berlin

## Preise und Stipendien
- 2019 Rompreisträgerin Deutschen Akademie Rom Villa Massimo[2]
- 2018 Konrad-von-Soest-Preis des Landschaftsverbandes Westfalen-Lippe
- 2016 Hannah-Höch-Förderpreis
- 2003 Förderpreis des Landes Nordrhein-Westfalen für Bildende Kunst
- 2003 Senatsstipendium der Stadt Berlin für PS1/ MoMA New York
- 2001 Projektstipendium des Landes NRW
- 2000–2001 Arbeitsstipendium der Stiftung Kunstfonds Bonn
- 1998–2000 Graduiertenstipendium der Kunstakademie Düsseldorf
- 1998 DAAD Stipendium (New York)
- 1995–1998 Studienstiftung des deutschen Volkes
- 1995 Reisestipendium der Kunstakademie Düsseldorf

## Einzelausstellungen (Auswahl)
- 2018 Nicht vorbeigehen, (Konrad-von-Soest-Preis) LWL Museum für Kunst und Kultur, Münster
- 2018 Operating Manual, Zwischenwelt, Berlin (mit Kalin Lindena)
- 2017 III BIII, Kunsthalle Bremerhaven
- 2017 Monolithes, Galerie Jean Brolly, Paris
- 2016 Hannah-Höch-Förderpreis-2016, "Neuer Weltatlas", Berlinische Galerie [Landesmuseum für Moderne Kunst, Fotografie und Architektur, Berlin]
- 2015 The Pharaoh Is Coming, Galerie Gebr. Lehmann, Berlin
- 2014 DOLL vs. HAVEKOST, Neue Galerie Gladbeck (mit Eberhard Havekost)
- 2013 Recession II, Cristina Guerra, Lissabon
- 2013 Raster Image Processing – Balthus, Beckmann, Delacroix, Kirchner & Douanier Rousseau, Galerie Jean Brolly, Paris
- 2013 SILENT RUNNING (Get off Facebook), Nanzuka Underground Gallery, Tokio
- 2012 Enigma, The Essential Collection, Zürich
- 2011 Deutsche Dinge (mit Eberhard Havekost und Anton Stankowski), White Block Gallery, Seoul, Korea
- 2011 Hang 'Em High, Galerie Gebr. Lehmann, Berlin
- 2011 Girls (Used to) Wait, Galerie Klaus Gerrit Friese, Stuttgart
- 2010 Tel Lie Vision, Corsoveneziatto, Milano
- 2010 Camp,  Museum Junge Kunst, Frankfurt (Oder)
- 2010 Reventon, Nanzuka Underground Gallery, Tokio
- 2010 Toxic Chemicals, Wilhelm-Hack-Museum, Ludwigshafen
- 2009 Container Ship, Art Unlimited, Basel
- 2009 Der Lügner unter Betrügern (West End Girls), Galerie Gebr. Lehmann, Berlin
- 2009 Im Westen Nichts Neues, Galerie Gebr. Lehmann, Dresden
- 2008 Recycling Containers, Galerie Jean Brolly, Paris
- 2008 Recession, Cristina Guerra Contemporary Art, Lissabon
- 2008 Institutional and Poetic Violence (mit Anne-Lise Coste und Erik van Lieshout), Museu de Arte Contemporânea Fundacao de Serralves, Porto
- 2007 Vigliance Proprete, Galerie Jean Brolly, Paris
- 2006 100 Bilder aus der Sammlung Schleich, Galerie Gebr. Lehmann, Dresden
- 2005 Bier für Öl (+ Ein blinder Passagier), Kunsthalle Bremerhaven

## Soloprojekte (Auswahl)
- 2020 Collected Silence, Accademia Tedesca Villa Massimo, Viale XXI Aprile, Roma
- 2017 Sonntag., Staatliche Akademie der Bildenden Künste, Karlsruhe
- 2009 Container Ship, Art 40 Basel Unlimited, Basel
- 2008 Fasttech 360, (mit Nalan Yirtmac), Autocenter, Berlin
- 2008 Drive-In, 8 car paintings circling @ Burger King, Berlin
- 2005 Ferrari Emission, 10 Ferrari Paintings shown for one and a half hour, Pavillon, Karl-Marx-Allee 45, Berlin
- 2004 Dollhouse, Orchard Street, New York
- 2003 Humvee, Open Studio, P.S.1, New York

## Gruppenausstellungen (Auswahl)
- 2020 arte per i vicini // art for the neighbours, Villa Massimo, Viale XXI Aprile, Rome
- 2019 Lust auf Mehr, Kunsthalle Würth, Schwäbisch Hall
- 2019 MSD_Make something different, CAC – Contemporary Art Centre, Málaga
- 2019 It´s all for the money, Museum Helmond, Helmond, NL
- 2018 Konstruktion der Welt: Kunst und Ökonomie, Kunsthalle, Mannheim
- 2018 Picasso – Von den Schrecken des Krieges zur Friedenstaube, Kunstmuseum Pablo Picasso Münster
- 2018 Guernica, Musée national Picasso, Paris
- 2017 Das Auto in der Kunst. Eine rasende Ausstellung, Kunsthalle in Emden
- 2017 Erzählte Welt – Geschichten in der Kunst, Wilhelm-Hack-Museum, Ludwigshafen
- 2017 VERMISST Der Turm der blauen Pferde von Franz Marc, Pinakothek der Moderne, Staatliche Graphische Sammlung München
- 2017 Menagerie. Tierschau aus der Sammlung Würth, Forum Würth, Rorschach, CH
- 2016 Let’s Get Physical: Spatial Confrontations and Narrative Collisions, Kunstkraftwerk Leipzig
- 2016 Erste Botschaft: Frohe Botschaft, BOTSCHAFT, Uferhallen, Berlin
- 2015 Kunstakademie Karlsruhe, Städtische Galerie Karlsruhe
- 2015 My Lonely Days Are Gone / Part 2, Arratia Beer, Berlin
- 2015 Übermorgenkünstler, Staatliche Kunsthalle Baden-Baden und Gesellschaft der Freunde junger Kunst Baden-Baden
- 2015 Berlin Artists Statement, BWA Contemporary Art Gallery, Katowice
- 2015 A Man Walks Into A Bar, me Collectors Room, Berlin
- 2014 Mensch werde wesentlich, KV Freunde Aktueller Kunst, Zwickau
- 2013 Black & White, 5 Artists 4 Cities, Patrick Painter Gallery, Los Angeles
- 2013 My Kind Of Disneyland, Märkisches Museum Witten
- 2013 The Legend of the Shelves, Autocenter, Berlin
- 2012 Salon der Gegenwart, Hamburg
- 2012 Deja-Vue, Staatliche Kunsthalle, Karlsruhe; Sammeln fuer die Zukunft. Kunst von 1952 bis 2012, Staatliche Kunsthalle Orangerie, Karlsruhe
- 2012 False Optimism, Crawford Art Gallery, Cork City, Ireland
- 2011 The Last First Decade, Art Centre, Ellipse Foundation, Alcoitao, Cascais, Portugal
- 2011 Things are queer. Highlights der Sammlung UniCredit, Marta Herford, Herford
- 2010 If not in this period of time – Contemporary German Painting, Museu de Arte de São Paulo, Brasilien
- 2010 Schwarz, Märkisches Museum Witten, Witten
- 2009 Cargo, Autocenter, Berlin
- 2009 Full of Emptiness, Bel Etage, Berlin
- 2009 Absence Makes the Heart Grow Fonder, The Apartment, Hackney, London
- 2009 Serralves 2009 – The Collection, Museu Serralves, Porto
- 2008 Brillantfeuerwerk, Haus der Kunst, München
- 2007 De leur temps. Art contemporain et collections privees en France, Musée de Grenoble
- 2006 Painting S(e)oul, Kukje Gallery, Seoul
- 2004 Visa for 13. P.S.1, Museum of Modern Art Affiliate, New York
- 2002 Urgent Painting. Musée d’art moderne de la Ville de Paris